# Dolmen di Su Crastu Covaccadu
Il dolmen di Su Crastu Covaccadu, noto anche come Sa Pedra Tavaccada, è un monumento archeologico funerario situato su un affioramento basaltico nella piana di Paule S'iscudu, comune di Torralba, nella Sardegna nord-occidentale. È ubicato a qualche metro di distanza dall'omonima tomba dei giganti e in prossimità dei nuraghi di Frascioni, Nieddu e Lendine, nel cuore della cosiddetta valle dei Nuraghi, un'area ricca di testimonianze archeologiche che documentano la continuità dell'insediamento umano fin dalla preistoria.
 
Il monumento può essere ascritto alla cultura di Ozieri, nel Neolitico recente (3500/3300-2900 a.C.).

## Descrizione
Realizzato in blocchi di trachite con funzione di sepoltura collettiva e, insieme, di luogo di culto, è un classico esempio della cultura del megalitismo che ha caratterizzato l'Europa, e l'Isola in particolare, durante l'età del rame. Il dolmen è eseguito secondo il sistema trilitico (dal greco tri, tre, e lithos, pietra) - il più antico schema architettonico conosciuto - caratterizzato da elementi portanti che ne sorreggono degli altri poggiati sopra orizzontalmente.
Il sepolcro si trova in discrete condizioni statiche nonostante parte della struttura sia crollata o sia stata asportata. Misura circa m 2,70 x 1,30 x 1,55 di altezza ed ha l'ingresso rivolto ad est. Allo stato attuale presenta alcuni blocchi delle pareti laterali - presumibilmente le strutture murarie originali - ed il grande lastrone di copertura (m. 3,50 x 2,40 x 0,25/0,30 di spessore), stabilizzato con alcune zeppe litiche; altri tre massi quasi certamente appartenenti alla parete di destra sono rovesciati al lato della tomba. 

Alcune incisioni di difficile interpretazione risaltano nella faccia superiore del lastrone: una cavità in particolare è stata interpretata come una "vaschetta rituale adibita a contenere liquidi versati in riti di libagioni o doni materiali offerti alle divinità" (B. d'Alagon).

## Galleria d'immagini

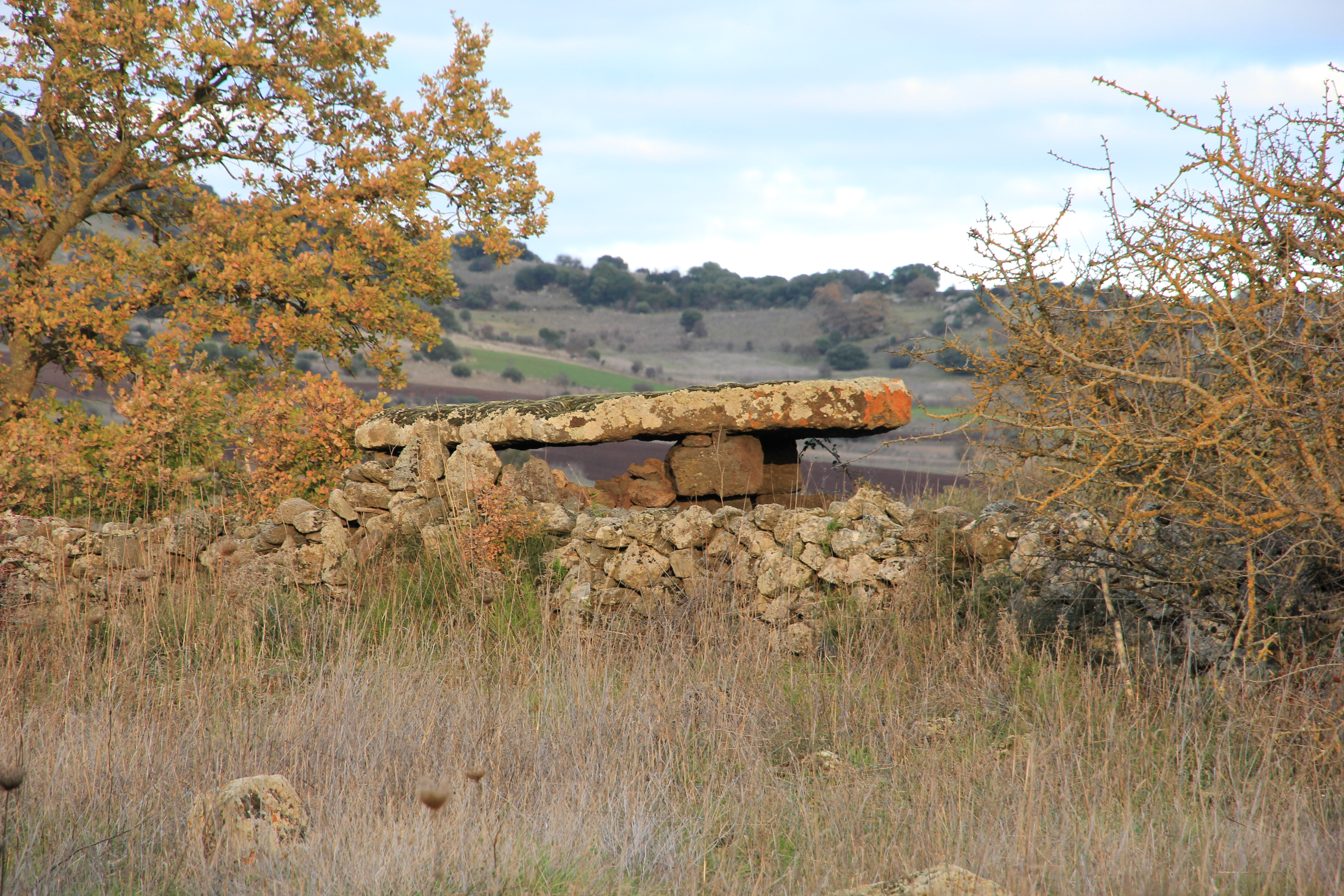
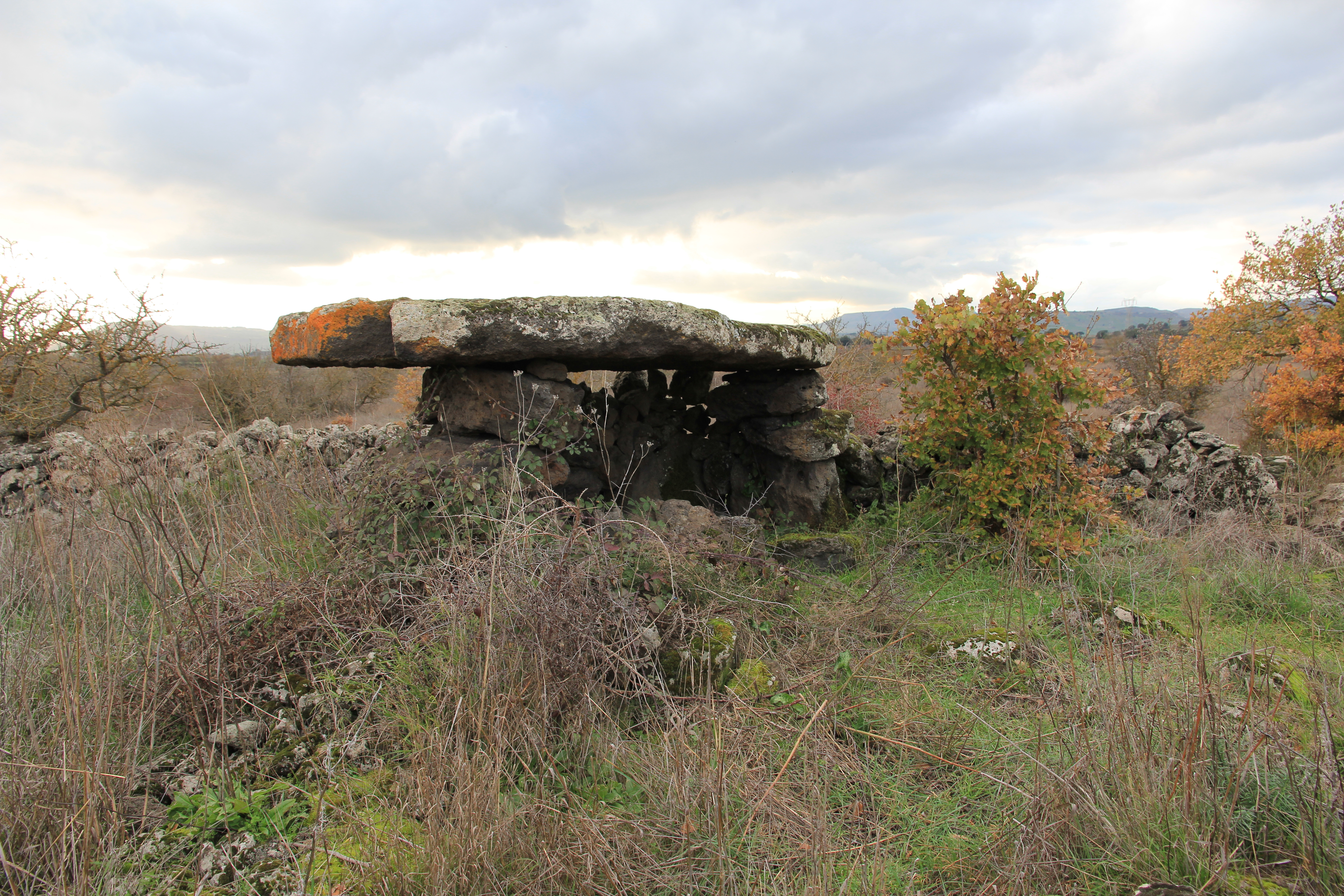
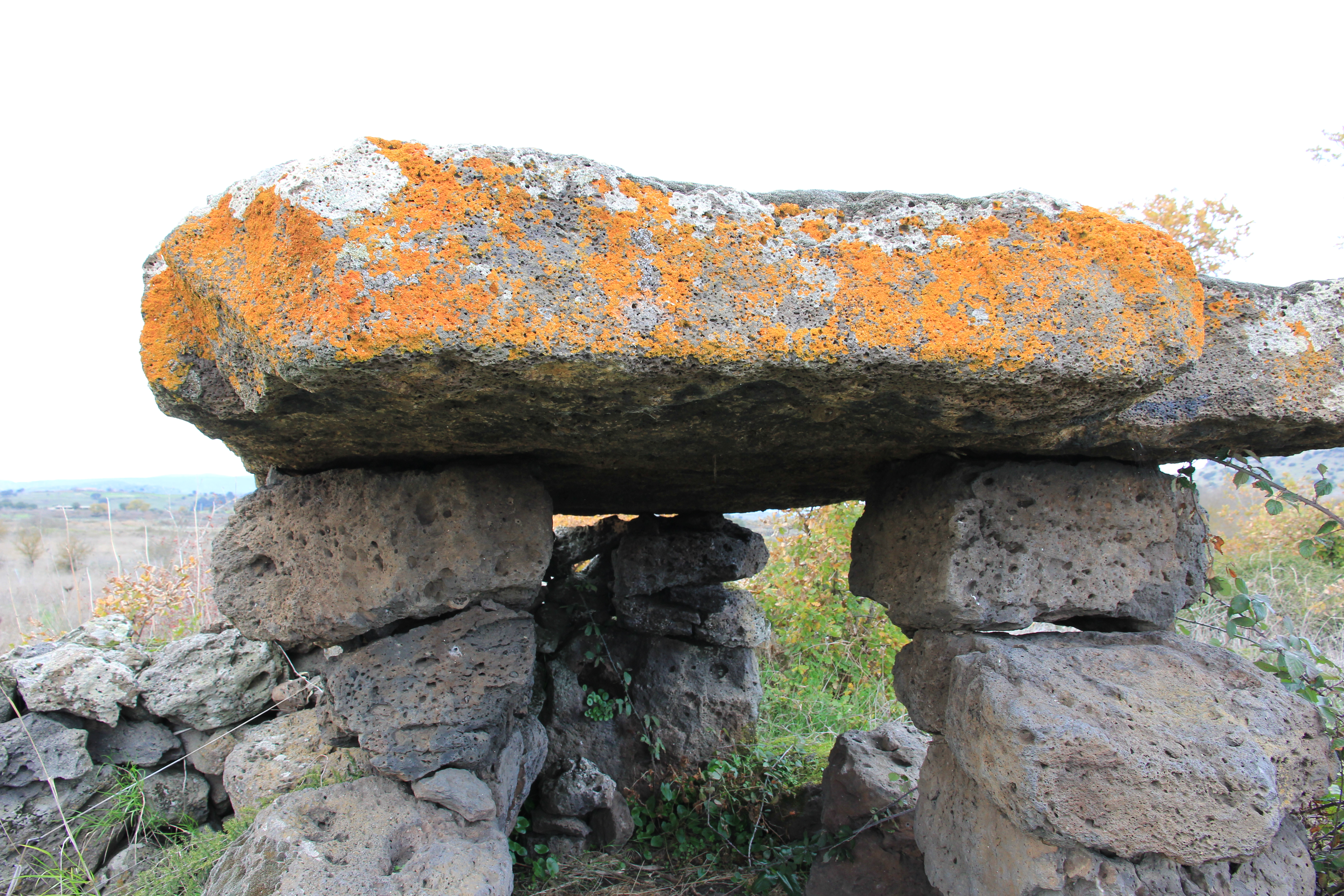
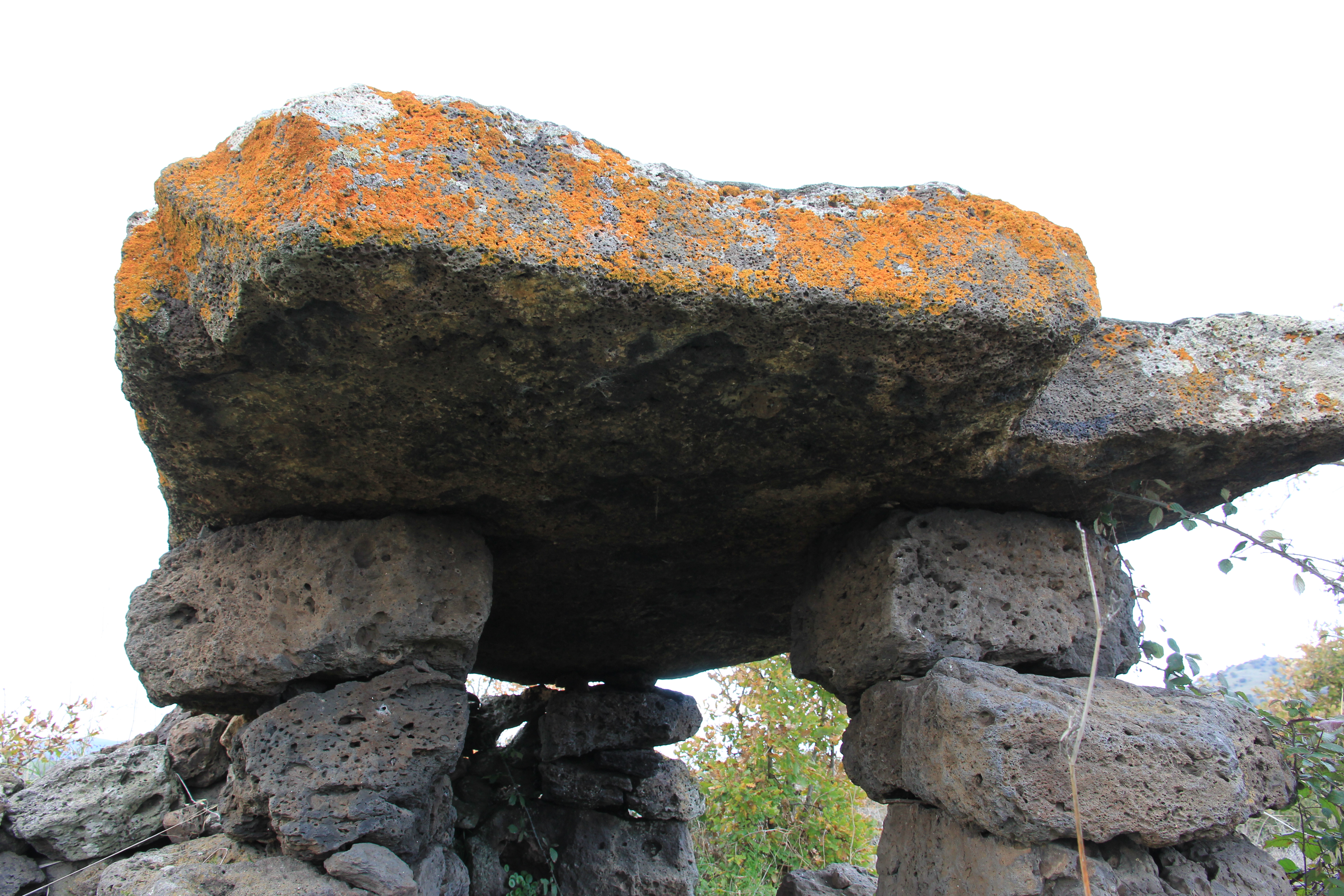